# Ulalume

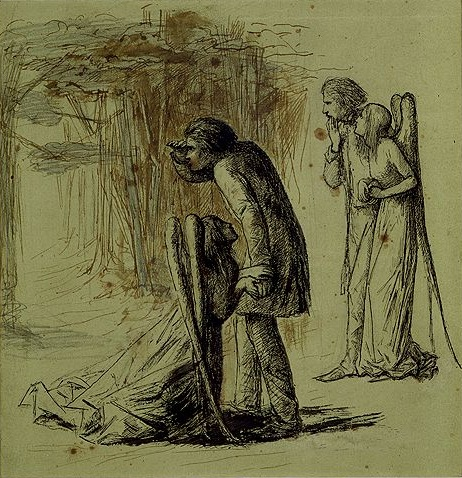
Ilustracja do wiersza autorstwa D.G. Rossettiego

Ulalume – wiersz Edgara Allana Poego napisany w 1847 roku. Podobnie jak wiele innych jego dzieł, utwór ukazuje śmierć pięknej kobiety. Poe oryginalnie napisał utwór jako elokucję innego tekstu. Wiersz jest wieloznaczny i zawiera wiele aluzji, szczególnie do mitologii.

## Analiza
Narrator wiersza wędruje w październikową noc, rozmawiając ze swą duszą, uosobioną w postaci Psyche; jego serce jest "jak wulkan", co oznacza udrękę i niepokój. Ukazuje mu się promienna wizja Astarte, utożsamiona z planetą Wenus, która może symbolizować miłość, erotyczne pragnienia, lub też poszukiwany ideał. Narrator pragnie podążyć za wizją, wierząc, że przyniesie mu ona pociechę, co przeraża jego duszę. U końca alei napotykają grób, w którym spoczywa zmarła Ulalume. Bohater wiersza zdaje sobie sprawę, że nieświadomie przybył w to miejsce w rocznicę jej śmierci. Ostatnia strofa wyraża jego rozpacz po utracie Ulalume.
W wierszu Poe porusza swój ulubiony temat – śmierć pięknej kobiety, który był wykorzystywany także np. w Kruku, Annabel Lee i Lenore. Artysta uważał ten temat za "najbardziej poetycki na świecie". Krytycy często sugerują, że obsesja Poego na punkcie tego tematu jest spowodowana powtarzającymi się  w jego życiu doświadczeniami utraty kobiet, z którymi był związany, poczynając od matki, Elizy Poe, poprzez przybraną matkę Frances Allan, po żonę Virginię Elizę Clemm Poe, której utwór był dedykowany (zmarła w styczniu 1847 r.). Arthur Hobson Quinn dostrzega w "Ulalume" konflikt między ludzką miłością i pożądaniem (Astarte, przeciwstawiona w tekście dziewiczej Dianie) a miłością duchową, ideałem, do którego człowiek powinien dążyć. Psyche, uosobienie duszy, wyczuwa niebezpieczeństwo w odrzuceniu duchowego aspektu egzystencji. Ulalume mogłaby w tej interpretacji uosabiać pamięć zmarłej żony.
W utworze dominuje słownictwo związane ze śmiercią, upadkiem i przemijaniem: powtarzającym się motywem są zwiędłe, suche liście, proch i popiół.
Tytuł wiersza może oznaczać zawodzenie (z łaciny ululare), albo światło (z łaciny lumen), symbolizujące żałobę.

## Aluzje i nawiązania
- Tytuł powieści A Night in the Lonesome October Rogera Zelazny’ego to czwarty wers wiersza Poego[8].